# CruiseControl
CruiseControl ist ein Java-basiertes Open-Source-Computerprogramm, das in der Softwareentwicklung eingesetzt wird, um kontinuierliche Integration zu ermöglichen.
CruiseControl ist freie Software, die unter einer BSD-artigen Lizenz vertrieben wird. Es wurde ursprünglich von Angestellten von ThoughtWorks entwickelt (u. a. Martin Fowler) und wurde später zu einem eigenständigen Framework weiterentwickelt.

## Funktionsweise
CruiseControl erlaubt die kontinuierliche Integration innerhalb eines Softwareentwicklungsprozesses. Dabei integrieren die Entwickler häufig (üblicherweise mindestens einmal pro Tag) und können so dank automatischer Tests rasch Integrationsfehler erkennen. Dies führt zu signifikant geringeren Integrationsproblemen und erlaubt Teams schneller kohärente Software zu entwickeln.
CruiseControl enthält Plug-ins zur Benachrichtigung per E-Mail, zur Nutzung von Apache Ant und zu anderen Programmierwerkzeugen. Eine Web-Oberfläche zeigt den aktuellen und vorherigen Zustand der Software an.

## Weitere Versionen
Für die Softwareentwicklung mit Ruby wurde von ThoughtWorks die Variante CruiseControl.rb entwickelt, die ebenfalls in Ruby geschrieben ist.
Für die .NET-Framework-Softwareentwicklung gibt es die Variante CruiseControl.NET.